# Aleksander Messyng

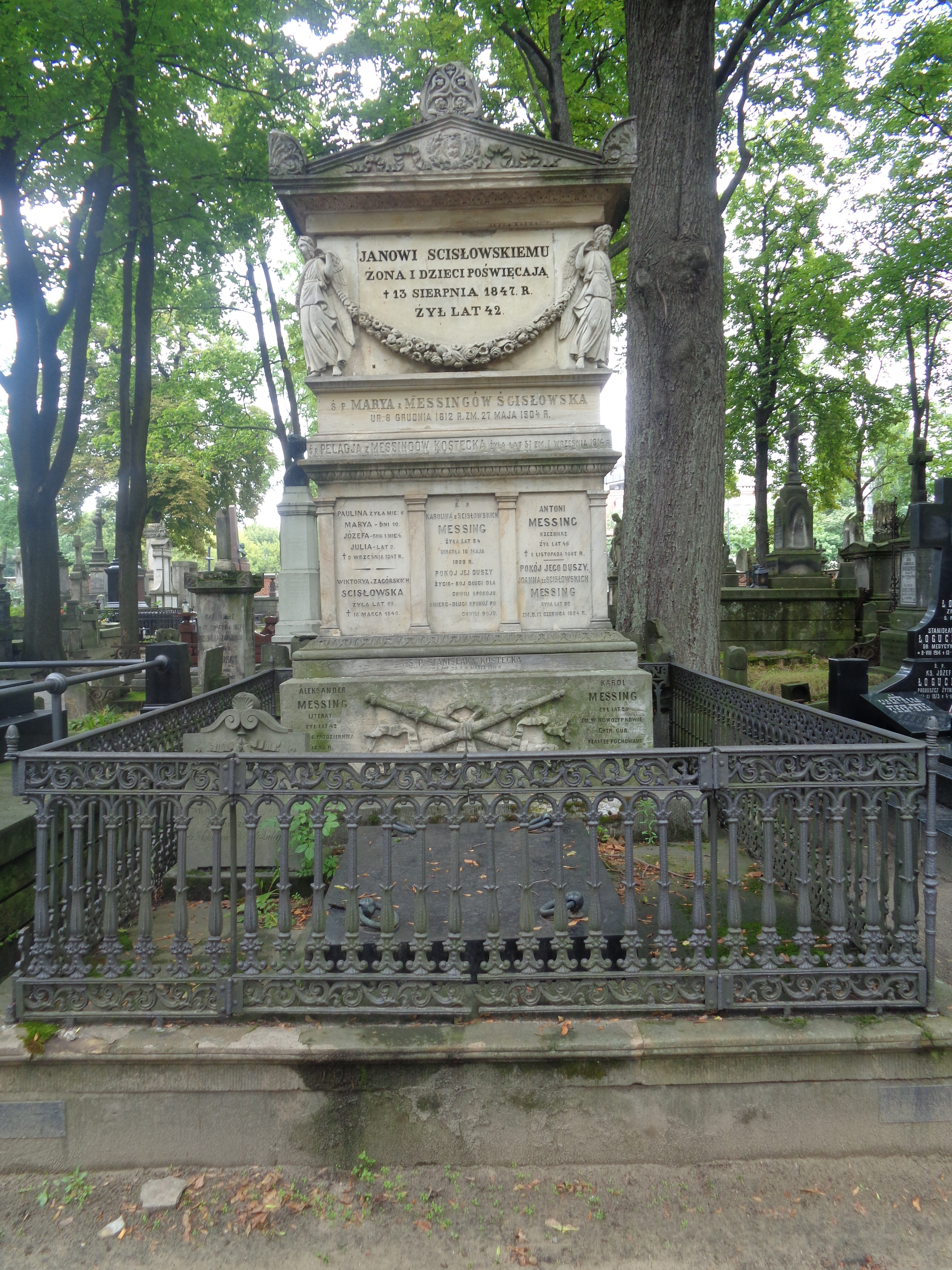
Grób Aleksandra Messynga na Cmentarzu Powązkowskim

Aleksander Messyng (ur. 1852 w Warszawie, zm. 25 października 1893 tamże) — polski poeta, dziennikarz i literat.

## Życiorys
Urodził się w 1851 w warszawskiej rodzinie rzemieślniczej. Po ukończeniu Szkoły Głównej zajął się dziennikarstwem i literaturą. Debiutował jako poeta w „Tygodniku Mód”, ale jego twórczość poetycka nie zyskała uznaniu u odbiorców.
W swojej działalności był przede wszystkim dziennikarzem. Publikował w pismach humorystycznych „Kolce”, „Mucha” i „Kurier Świąteczny” oraz prowadził dział lokalnych wiadomości w „Kurierze Codziennym”. Był znawcą warszawskiego środowiska rzemieślniczego oraz teatrzyków ogródkowych. Pisał nowele i obrazki sceniczne do tychże teatrzyków, jak np: „Grach”, „Potwór”, „Obok mojej żony”, „Zwolennicy magnetyzmu” i inne.
Zmarł w Warszawie 25 października 1893, pogrzeb odbył się następnego dnia i z kościoła św. Aleksandra zwłoki odprowadzono na cmentarz powązkowski.